# Asparagus scoparius
Asparagus scoparius es una especie de planta de la familia de las asparagáceas endémica de las islas Canarias, concretamente de Gran Canaria, Tenerife y La Palma. 
Se le conoce como "esparragón raboburro" o "esparraguera de risco". Es un arbusto perenne y erecto, con cladodios aciculares (en forma de aguja, como las hojas de los pinos), no espinosos y menores de 2 cm, y agrupados en fascículos de 4-20. Las inflorescencias poseen numerosas flores que aparecen en marzo. Asparagus scoparius es un endemismo macaronésico presente también en Madeira, las islas Salvajes y Cabo Verde. 

## Taxonomía
Asparagus scoparius fue descrita por Richard Thomas Lowe
Etimología
Ver: Asparagus
scopariusepíteto latino que deriva del término que significa "ramitas", en relación con el aspecto de su porte.

## Galería

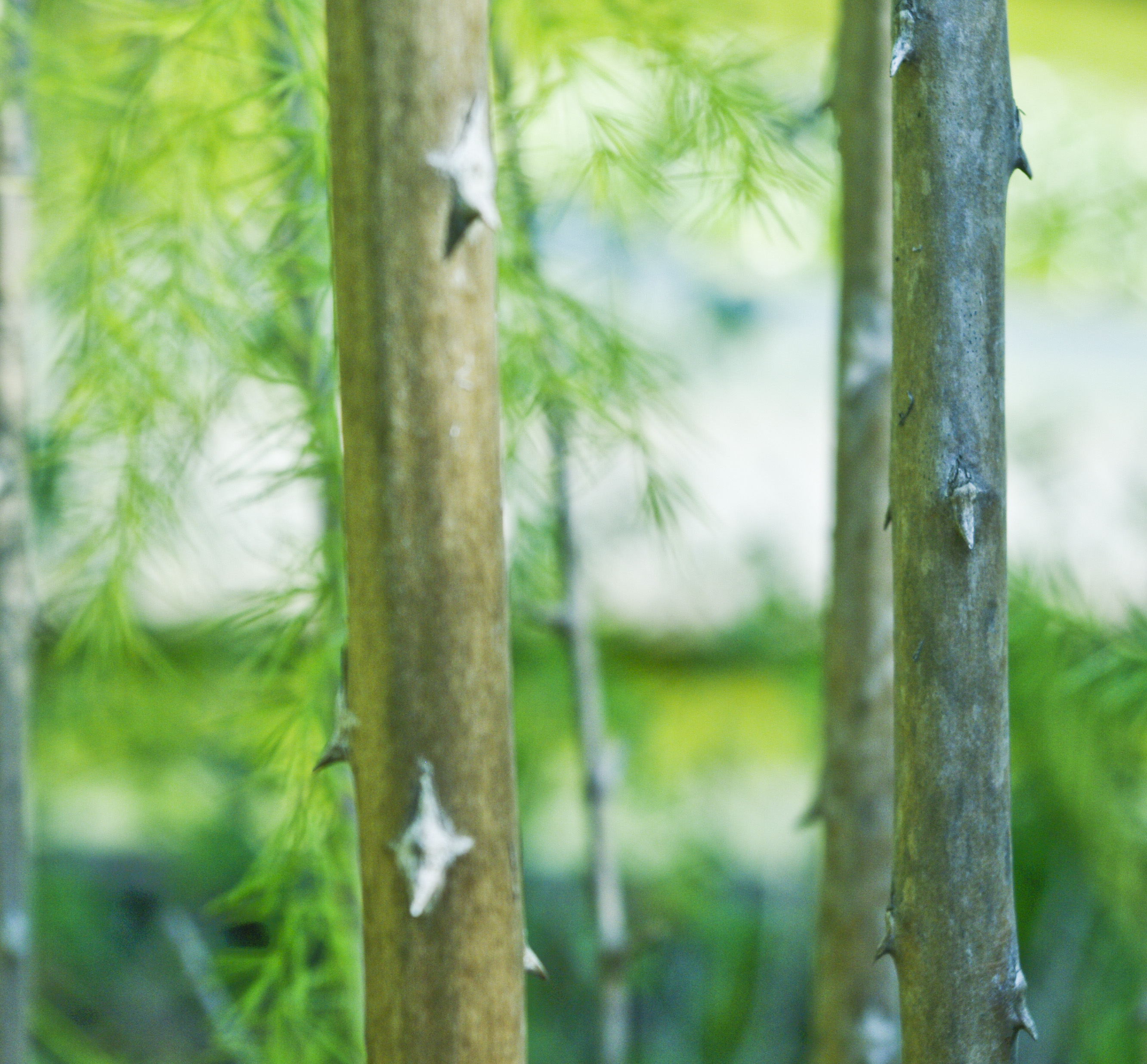
Detalle de las espinas.
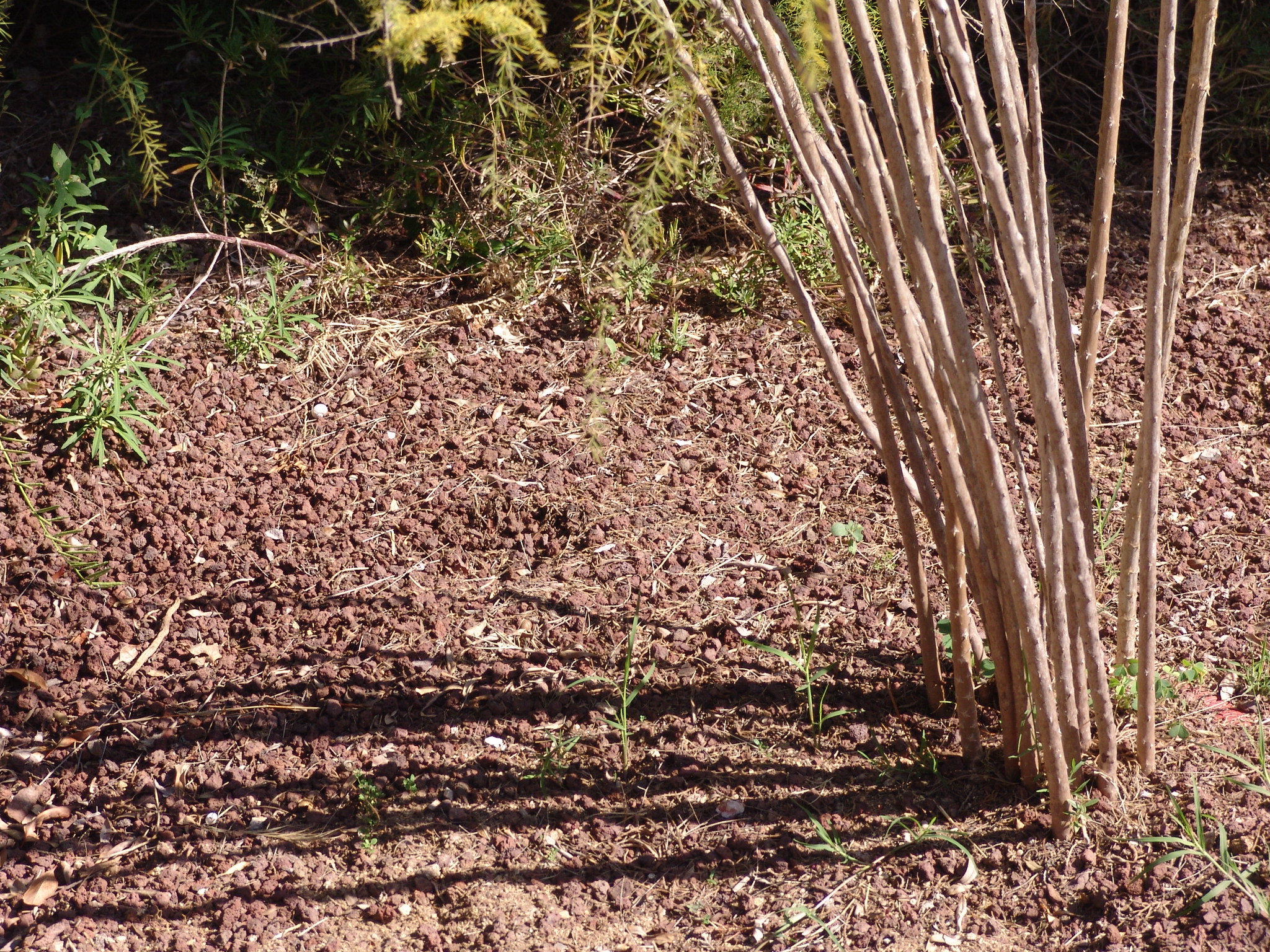
Tallos
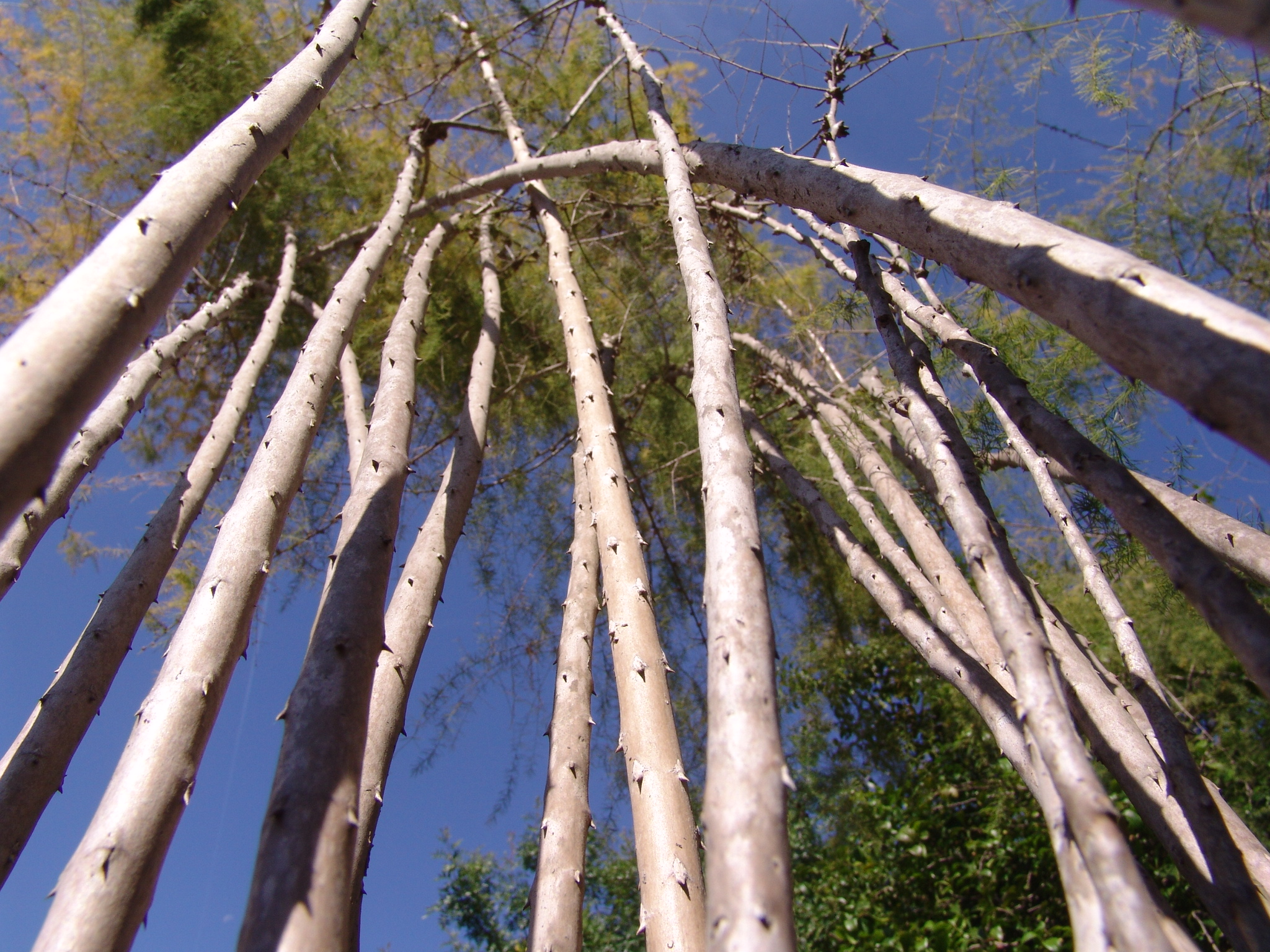
Visión del arbusto desde abajo.
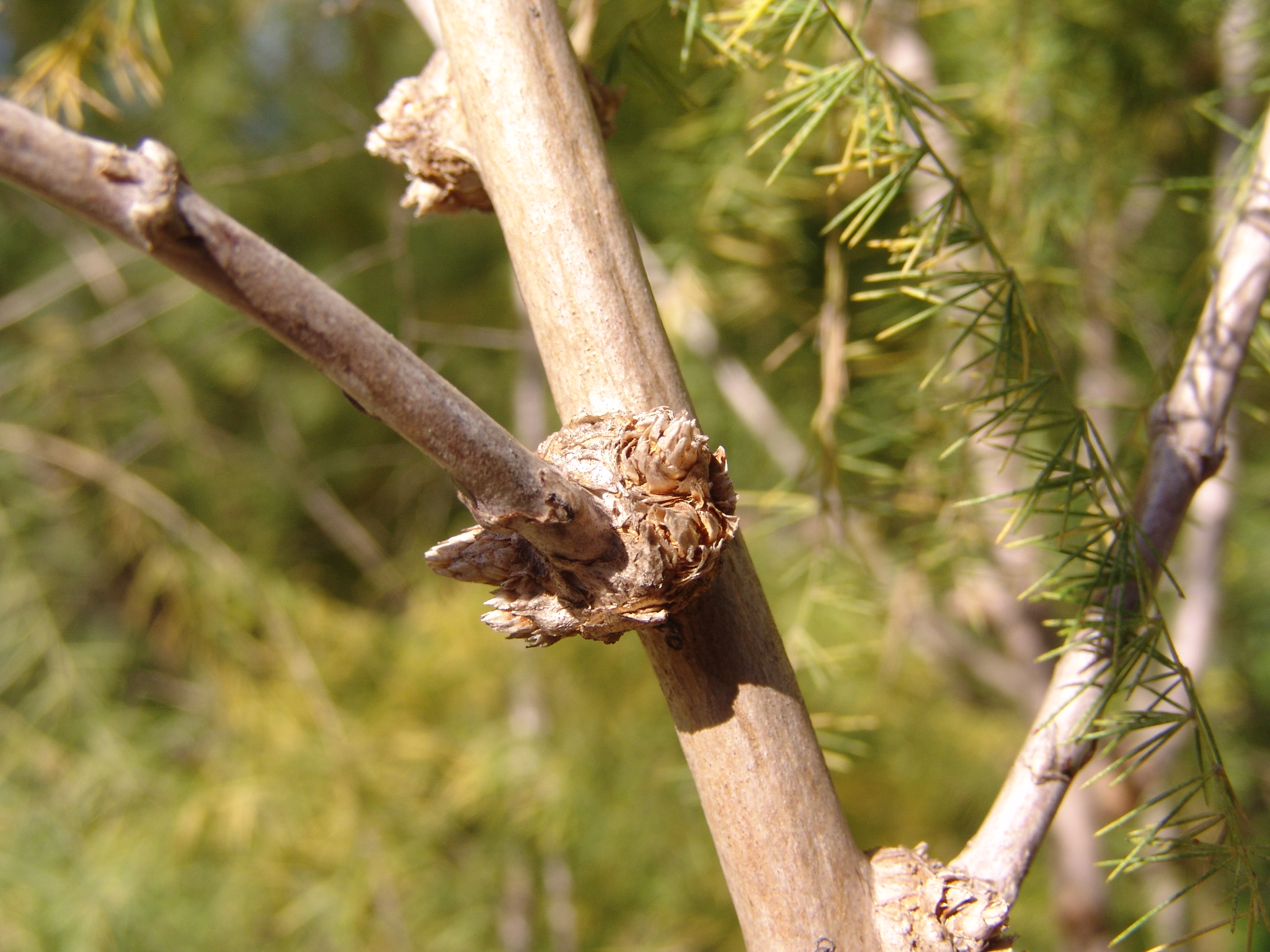
Detalle del tallo.
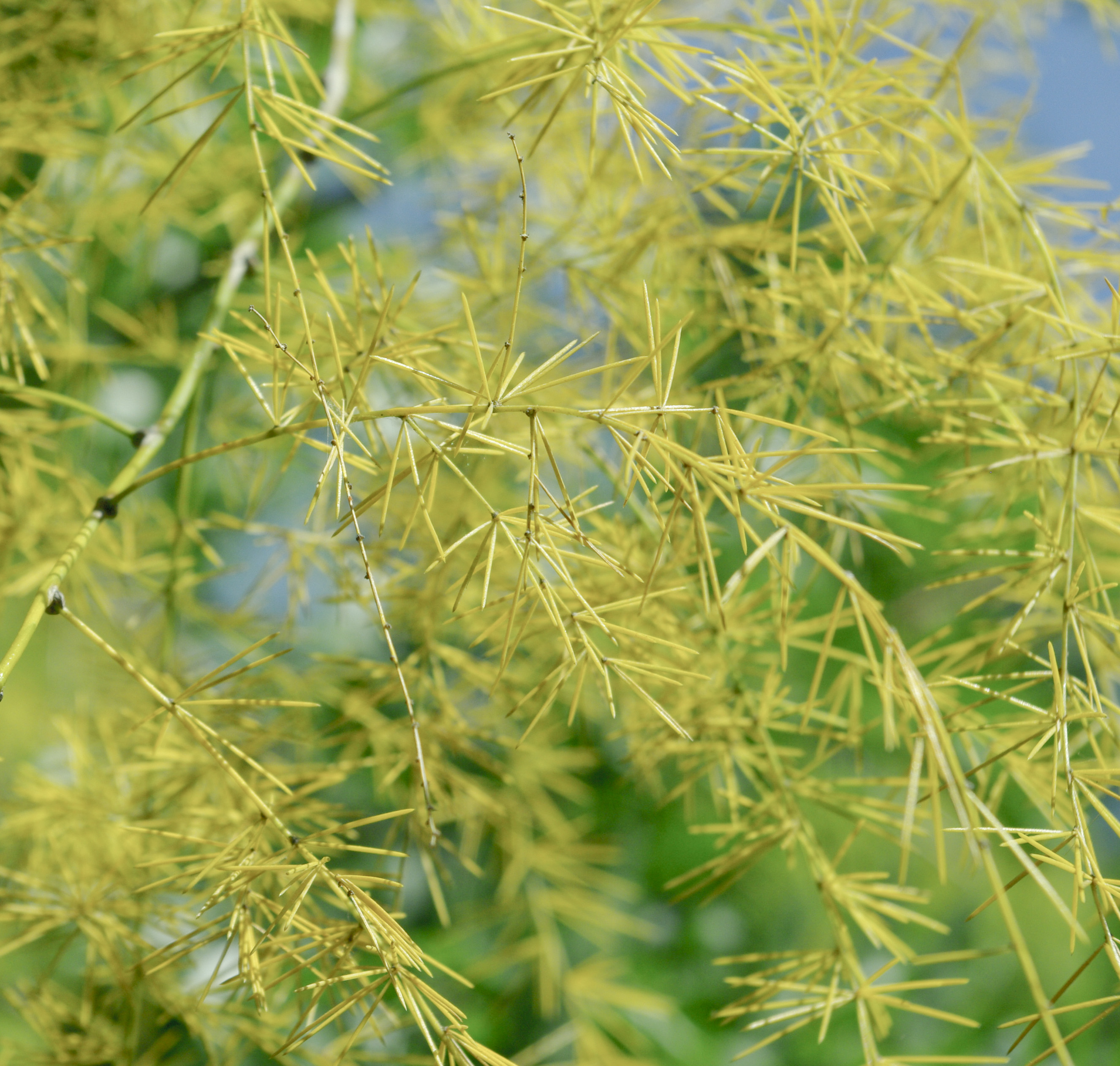
Hojas